# Tetraponera morondaviensis
Tetraponera morondaviensis är en myrart som först beskrevs av Auguste-Henri Forel 1891.  Tetraponera morondaviensis ingår i släktet Tetraponera och familjen myror. Inga underarter finns listade i Catalogue of Life.

## Bildgalleri

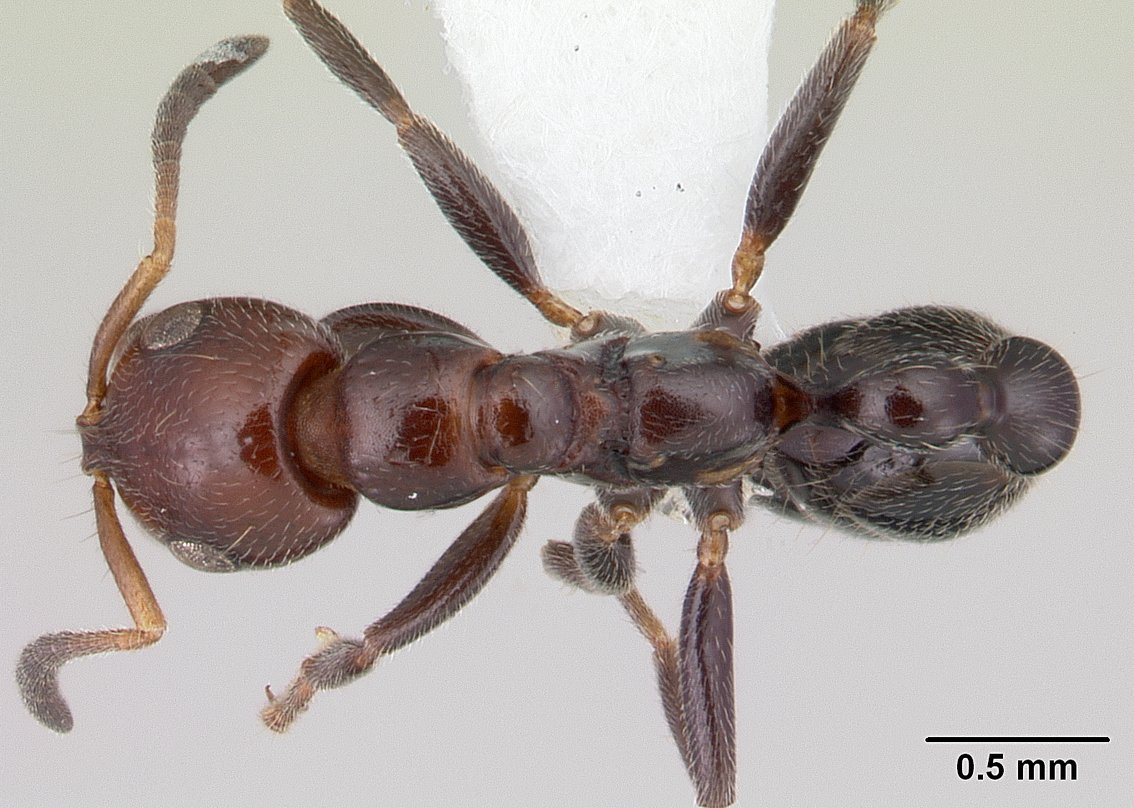
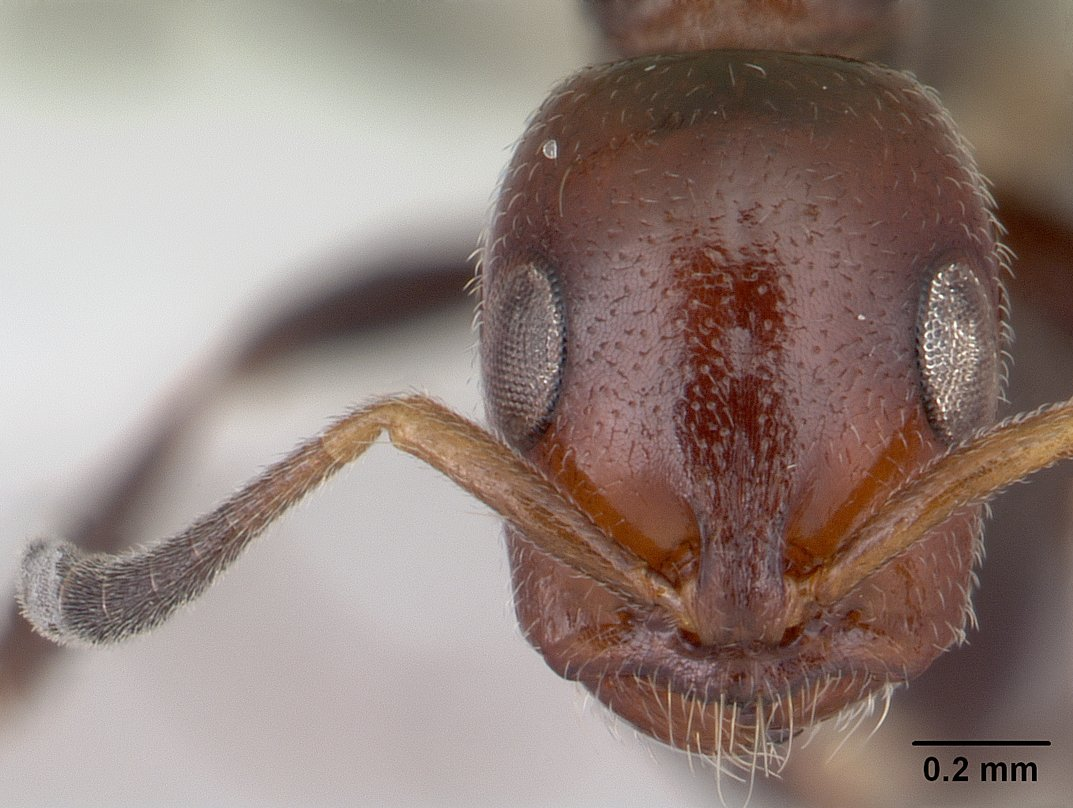
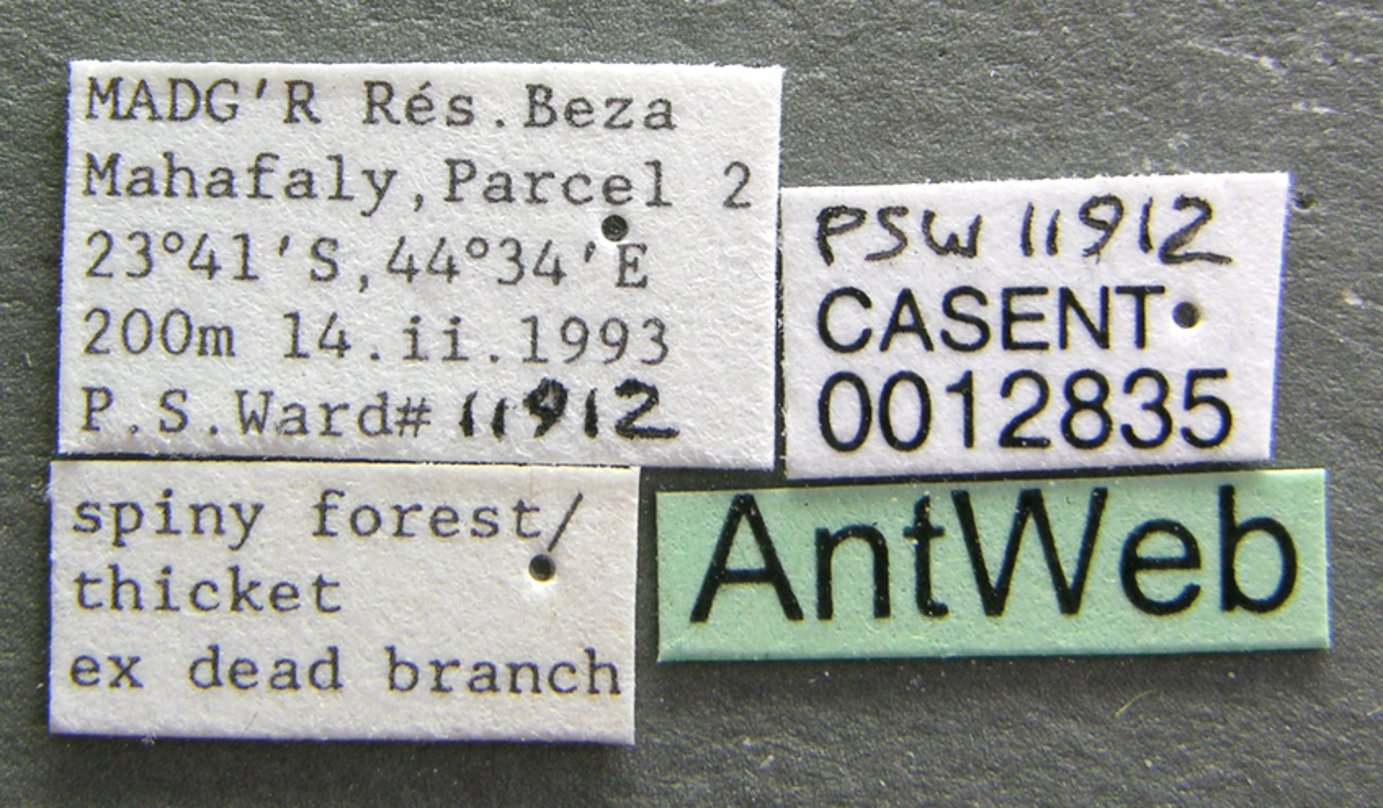
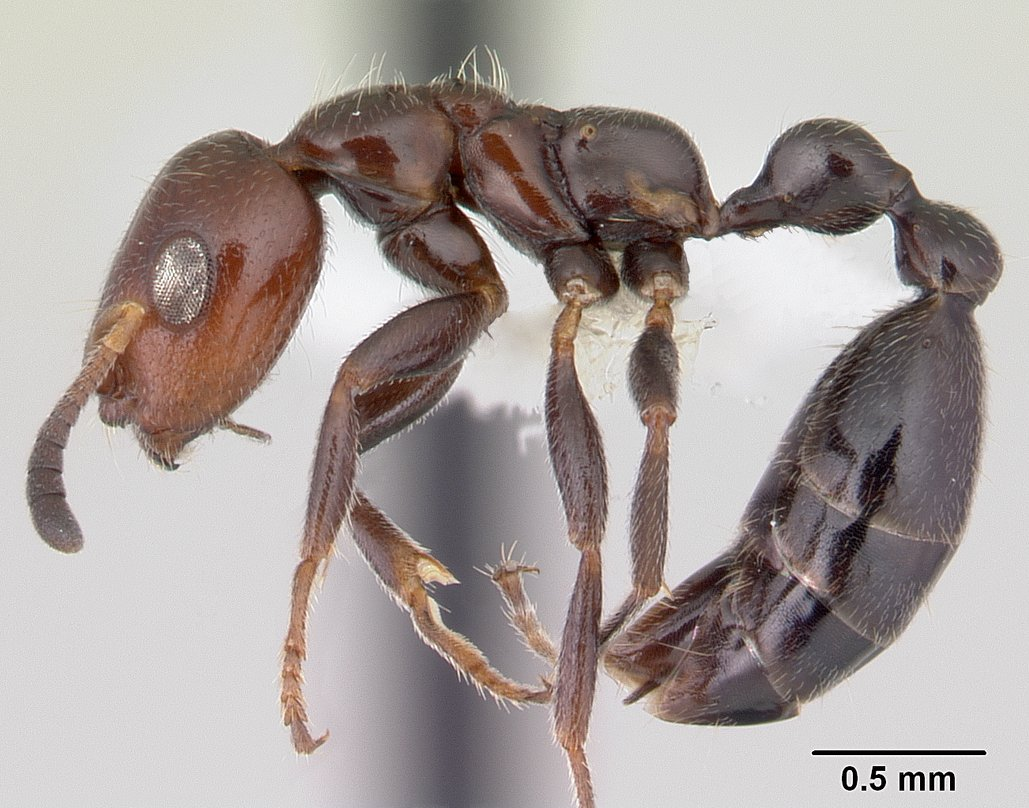
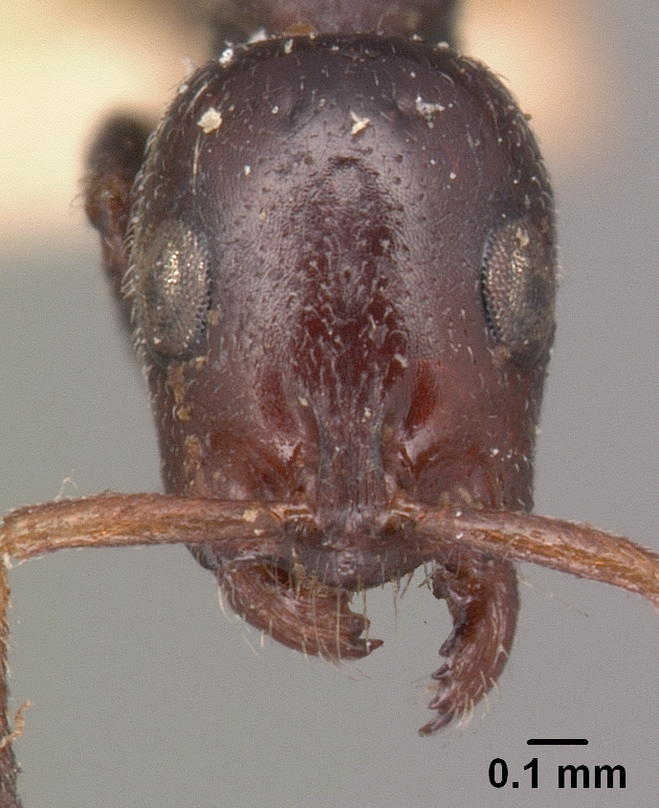
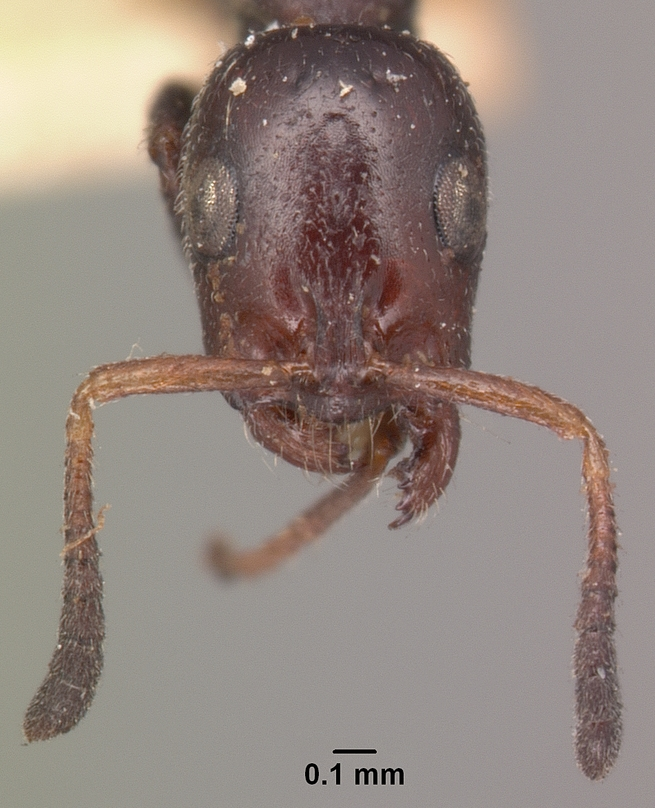